# Ibba Laajab
Abdurahim "Ibba" Laajab (Einzorén, Marruecos, 21 de mayo de 1985) es un futbolista marroquí nacionalizado noruego que jugaba como delantero. También se destacó jugando al fútbol sala, actuando en la posición de pívot.

## Trayectoria en el fútbol
Aunque nació en Marruecos, vivió desde pequeño en Noruega.
Hizo su debut en la 1. divisjon jugando para el Skeid.
En febrero de 2006 fue contratado por el Borussia Mönchengladbach II de Alemania. Tras un año y medio allí, fue repatriado por el Skeid.
Jugó posteriormente para los clubes Notodden FK, Mjøndalen IF, Strømmen IF, Vålerenga, Stabæk IF y F. K. Bodø/Glimt.
En 2015 dejó nuevamente su país, pero esta vez para jugar en Hebei China Fortune de la Primera Liga China.
Jugó también en la J1 League de Japón con el Yokohama FC y el Omiya Ardija.
En agosto de 2022 retornó a Noruega para jugar en el FC Lyn Oslo.

### Clubes
| Club                        | País     | Año       |
| --------------------------- | -------- | --------- |
| Skeid                       | Noruega  | 2003-2005 |
| Drøbak-Frogn IL             | Noruega  | 2005      |
| Sørumsand IF                | Noruega  | 2006      |
| Borussia Mönchengladbach II | Alemania | 2006-2007 |
| Skeid Fotball               | Noruega  | 2007      |
| Notodden FK                 | Noruega  | 2008-2009 |
| Mjøndalen IF                | Noruega  | 2010      |
| Strømmen IF                 | Noruega  | 2011      |
| Vålerenga Fotball           | Noruega  | 2012      |
| Stabæk IF                   | Noruega  | 2012      |
| F. K. Bodø/Glimt            | Noruega  | 2013-2014 |
| Hebei China Fortune         | China    | 2015      |
| Yokohama FC                 | Japón    | 2016-2020 |
| Omiya Ardija                | Japón    | 2020-2022 |
| FC Lyn Oslo                 | Noruega  | 2022-2024 |

## Trayectoria en el futsal
Laajab jugó profesionalmente al futsal durante las pausas invernales del fútbol noruego.
Asimismo también fue miembro de la selección de fútbol sala de Noruega.

### Clubes
| Club          | País    | Año       |
| ------------- | ------- | --------- |
| Solør         | Noruega | 2010-2011 |
| KFUM Oslo     | Noruega | 2011-2012 |
| Solør         | Noruega | 2012-2014 |
| Grorud Futsal | Noruega | 2014-2016 |